# کوهی یامامیچی
کوهی یامامیچی (انگلیسی: Kohei Yamamichi؛ زادهٔ ۱۱ مهٔ ۱۹۸۰) بازیکن فوتبال اهل ژاپن است.
از باشگاه‌هایی که در آن بازی کرده‌است می‌توان به باشگاه فوتبال ناگویا گرامپوس و باشگاه فوتبال ساگان توسو اشاره کرد.